# التهاب الغدة الدرقية لدي كورفان
التهاب الغدة الدرقية لدي كورفان (بالإنجليزية: De Quervain's thyroiditis)‏ والذي يعرف أيضا باسم التهاب الدرقية الورمي الحبيبي تحت الحاد (بالإنجليزية: Subacute granulomatous thyroiditis)‏ وكذلك التهاب الدرقية العملاق الخلايا (بالإنجليزية: Giant Cell Thyroiditis)‏ هو أحد أنواع مجموعة ضمن التهاب الغدة الدرقية التي تسمى التهاب الغدة الدرقية القابل للحل، وهو يصيب الذكور والإناث وللأعمار كافة.

## المصطلحات
التهاب الغدة الدرقية لدي كورفان يسمى أحيانا التهاب الدرقية تحت الحاد، لكنه توجد أنواع أخرى من التهاب الدرقية تحت الحاد مثل التهاب الدرقية اللمفاوي تحت الحاد والتهاب الدرقية التالي للوضع والتهاب الدرقية الجسي والتهاب الدرقية الناجم عن المناعة الذاتية، وهذه الأنواع بخلاف التهاب الغدة الدرقية لدي كورفان تكون صامتة وبدون ألم.
كما يمسى أحيانا بالتهاب الدرقية بدون ألم.

## الأسباب
عادة ما تعود الأسباب لعدوى فيروس يتلوه عدوى الجهاز التنفسي العلوي. من أبرز الفيروسات المسببة الكوكساكية والنكاف والغدانية.

## العلاج
بواسطة استخدام حاصرات بيتا مع مضاد التهاب لاستيرويدي (أو كورتيكوستيرويد إذا لم تكن مضادات الالتهاب اللاستيرويدي فعالة)

## التسمية
يحمل المرض اسم فريتز دي كورفان.